# Leptogorgia radula
Leptogorgia radula är en korallart som först beskrevs av Karl Möbius 1861.  Leptogorgia radula ingår i släktet Leptogorgia och familjen Gorgoniidae. Inga underarter finns listade i Catalogue of Life.